# Élections législatives nauruanes de 2022
Des élections législatives ont lieu à Nauru le 24 septembre 2022 afin d'élire pour trois ans l'ensemble des dix-neuf députés du Parlement. Le parlement ainsi renouvelé doit à son tour élire le président de la République.
Le gouvernement sortant conserve sa majorité parlementaire à l'issue de ces élections. Lors de l'élection présidentielle organisée quatre jours plus tard, le président sortant Lionel Aingimea ne brigue pas de second mandat à la tête de l'État, et Russ Kun est élu à sa succession par les députés.

## Contexte

### Législatives de 2019
Au pouvoir de 2013 à 2019, le gouvernement du président Baron Waqa et de son influent ministre de la Justice David Adeang est accusé de multiples atteintes à la démocratie dans le pays. Ainsi « la censure, la déportation du président de la Cour suprême et l'arrestation de députés d'opposition ont mené à un grave déclin de la crédibilité de la démocratie à Nauru ». 
Baron Waqa est battu dans sa circonscription de Boe aux élections législatives de 2019, ce qui lui interdit de briguer un troisième mandat à la tête de l'État. Les deux seuls députés d'opposition sortants, Riddell Akua et Kieren Keke, perdent toutefois également leurs sièges. David Adeang brigue sans succès la présidence de la République, les députés lui préférant Lionel Aingimea, député depuis 2016 et appartenant lui aussi à la majorité sortante. Le nouveau président s'inscrit dans la continuité du gouvernement précédent, et continue notamment la persécution des « Dix-Neuf de Nauru », opposants politiques arrêtés sous le gouvernement Waqa,. 

### Restrictions d'éligibilité
À l'initiative du gouvernement Aingimea, le Parlement adopte une loi obligeant les candidats potentiels à se déclarer très en amont du scrutin. Les candidatures doivent être enregistrées le 30 novembre 2021 au plus tard, soit presque un an avant les élections.
En novembre 2021, le gouvernement organise un référendum constitutionnel avec vote obligatoire afin de demander à la population d'approuver sa proposition d'abroger l'éligibilité au Parlement des citoyens naturalisés et de leurs descendants. Fort d'un vote à 70,44 % en sa faveur, il introduit en mars 2022 au Parlement un projet de loi d'amendement constitutionnel en ce sens.
Le projet d'amendement est adopté et entre en vigueur le 8 juin 2022, créant les sections (h) et (i) de l'article 31 de la Constitution, qui dispose dès lors : « Nulle personne n'est éligible à devenir membre du Parlement si elle [...] (h) a acquis la citoyenneté nauruane par naturalisation en application d'une loi adoptée par le Parlement en application de l'article 75 [de la Constitution], ni si elle (i) est citoyenne de Nauru et est l'enfant ou le descendant d'une personne ayant acquis la citoyenneté nauruane par naturalisation en application d'une loi adoptée par le Parlement en application de l'article 75, si l'autre personne [l'autre parent ou ancêtre] est citoyenne nauruane par naturalisation ou n'est pas citoyenne de Nauru au regard de l'article 71 [de la Constitution] ou ne descend pas d'une personne devenue citoyenne de Nauru en vertu de l'article 71 ».

## Système électoral

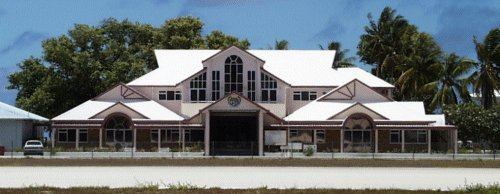
Bâtiment du parlement à Yaren

Le Parlement de Nauru est composé de 19 sièges pourvus pour trois ans selon une version modifiée du vote préférentiel appelé méthode Borda et connue à Nauru sous le nom de « système Dowdall ». L'électeur classe l'ensemble des candidats dans sa circonscription par ordre de préférence. Le candidat qu'il classe premier reçoit une voix pleine ; celui qu'il classe second reçoit une demi-voix (0,5 voix) ; celui qu'il classe troisième reçoit un tiers de voix (0,33 voix), et ainsi de suite. Les circonscriptions étant plurinominales, plusieurs sièges y sont à pourvoir : les candidats ayant obtenus le plus de voix cumulées sont élus à hauteur du nombre de sièges dans la circonscription,.
L'électeur doit indiquer un ordre de préférence pour tous les candidats dans sa circonscription. Les bulletins de votes sur lesquels un ordre de préférence n'est pas assigné à chaque candidat sont invalides.
Le nombre de circonscriptions n'est pas fixé par la Constitution, mais s'élève actuellement à huit. Sur ce total, six élisent chacune deux députés ; la circonscription de Meneng en élit trois et celle d'Ubenide en élit quatre, les sièges étant attribués en fonction de leur population.
Il n'y a pas de partis politiques à Nauru, les députés s'associant néanmoins pour former une majorité et une opposition. Le droit de vote est ouvert à tous les citoyens âgés d'au moins 20 ans. Voter est obligatoire – tout comme en Australie, l'ancienne puissance coloniale. La non-participation est punie en principe par une amende de 6 A$.
Le nouveau Parlement doit élire un président du Parlement parmi ses membres, puis un président de la République, également parmi ses membres. Le président de la République nomme alors des députés aux divers postes de ministres. Le président de la République, à la fois chef de l'État et du gouvernement, conserve son siège de député ; il en va de même pour ses ministres. Le président de la République ne demeure en poste qu'aussi longtemps qu'il conserve la confiance d'une majorité des députés.

## Candidats et campagne
Un total de quatre-vingt-six candidats sont déclarés à la clôture des candidatures en novembre 2021, dont l'ensemble des dix-neuf députés sortants. Les anciens députés d'opposition Riddell Akua, Kieren Keke, Roland Kun (en exil en Nouvelle-Zélande), Mathew Batsiua et Squire Jeremiah (en exil en Australie), dont certains ont été persécutés sous le gouvernement Waqa, ne se présentent pas. L'ancien président de la République Baron Waqa, battu dans sa circonscription en 2019, se représente.
Le 29 août 2022, les élections sont annoncées pour le 24 septembre suivant.

## Résultats

### Nationaux
| Faction                   | Faction                          | Voix | %   | Sièges | +/-           |
| ------------------------- | -------------------------------- | ---- | --- | ------ | ------------- |
|                           | Députés de la majorité sortante  |      |     | 12     | en stagnation |
|                           | Députés de l'opposition sortante |      |     | 5      | 1             |
|                           | Nouveaux députés                 |      |     | 2      | 8             |
|                           |                                  |      |     |        |               |
| Votes valides             |                                  |      |     |        |               |
| Votes blancs et invalides |                                  |      |     |        |               |
| Total                     | Total                            |      | 100 | 19     | en stagnation |
| Abstention                |                                  |      |     |        |               |
| Inscrits / participation  |                                  |      |     |        |               |

### Résultats par circonscription
Résultats par circonscriptions :

#### Yaren
|                      | Charmaine Scotty     | 449.867 | réélue | députée sortante ; ministre de l'Intérieur sous Baron Waqa |  |  |  |
|                      | Isabella Dageago     | 365.829 | réélue | ministre sortante de l'Intérieur et de la Santé            |  |  |  |
|                      | Aloysius Amwano (en) | 298.283 |        | ancien député                                              |  |  |  |
|                      | Charisma Capelle     | 229.965 |        |                                                            |  |  |  |
|                      | Dominic Cain         | 220.120 |        |                                                            |  |  |  |
|                      | Mariae Cain          | 216.206 |        |                                                            |  |  |  |
|                      | John Julius          | 250.788 |        |                                                            |  |  |  |
|                      | Hunter Itaia         | 289.992 |        |                                                            |  |  |  |
|                      |                      |         |        |                                                            |  |  |  |
| Votes valides        | Votes valides        | 854     |        |                                                            |  |  |  |
| Votes blancs ou nuls | Votes blancs ou nuls | 5       |        |                                                            |  |  |  |
| Total                | Total                | 859     |        |                                                            |  |  |  |
| Inscrits             | Inscrits             | 835     |        |                                                            |  |  |  |

#### Boe
|                      | Asterio Appi         | 585.150 | réélu | ministre adjoint sortant aux Services publics et aux Affaires étrangères |  |  |  |
|                      | Martin Hunt          | 576.683 | réélu | ministre sortant des Finances                                            |  |  |  |
|                      | Baron Waqa           | 318.000 |       | président de la République de 2013 à 2019                                |  |  |  |
|                      | Dempsey Detenamo     | 306.067 |       |                                                                          |  |  |  |
|                      | Wanganeen Emiu       | 453.450 |       |                                                                          |  |  |  |
|                      | Samvic Namaduk       | 313.550 |       |                                                                          |  |  |  |
|                      |                      |         |       |                                                                          |  |  |  |
| Votes valides        | Votes valides        | 1042    |       |                                                                          |  |  |  |
| Votes blancs ou nuls | Votes blancs ou nuls | 4       |       |                                                                          |  |  |  |
| Total                | Total                | 1046    |       |                                                                          |  |  |  |
| Inscrits             | Inscrits             | 1 020   |       |                                                                          |  |  |  |

#### Ewa/Anetan
|                      | Timothy Ika          | 667.667 | réélu | député sortant                                                              |  |  |  |
|                      | Marcus Stephen       | 531.017 | réélu | président du Parlement sortant ; président de la République de 2007 à 2011. |  |  |  |
|                      | Clifford Simon       | 252.950 |       |                                                                             |  |  |  |
|                      | Raynor Tom           | 266.850 |       |                                                                             |  |  |  |
|                      | Begg Adire           | 238.233 |       |                                                                             |  |  |  |
|                      | Cyril Buraman (en)   | 243.383 |       | ancien président du Parlement                                               |  |  |  |
|                      |                      |         |       |                                                                             |  |  |  |
| Votes valides        | Votes valides        | 898     |       |                                                                             |  |  |  |
| Votes blancs ou nuls | Votes blancs ou nuls | 11      |       |                                                                             |  |  |  |
| Total                | Total                | 909     |       |                                                                             |  |  |  |
| Inscrits             | Inscrits             | 919     |       |                                                                             |  |  |  |

#### Aiwo
|                      | Rennier Gadabu       | 399.956 | réélu         | ministre sortant du Commerce, de l'Industrie et de Réchauffement climatique |  |  |  |
|                      | Delvin Thoma         | 350.155 | élu           |                                                                             |  |  |  |
|                      | Milton Dube          | 275.603 | sortant battu | député sortant                                                              |  |  |  |
|                      | Aaron Cook           | 213.461 |               | ancien député, ancien ministre                                              |  |  |  |
|                      | Clarissa Jeremiah    | 204.035 |               |                                                                             |  |  |  |
|                      | Shane Detenamo       | 193.075 |               |                                                                             |  |  |  |
|                      | Evi Agir             | 158.041 |               |                                                                             |  |  |  |
|                      | Vania Scotty         | 204.202 |               |                                                                             |  |  |  |
|                      | Ken Blake            | 179.229 |               |                                                                             |  |  |  |
|                      | Corey Caleb          | 159.560 |               |                                                                             |  |  |  |
|                      |                      |         |               |                                                                             |  |  |  |
| Votes valides        | Votes valides        | 798     |               |                                                                             |  |  |  |
| Votes blancs ou nuls | Votes blancs ou nuls | 17      |               |                                                                             |  |  |  |
| Total                | Total                | 815     |               |                                                                             |  |  |  |
| Inscrits             | Inscrits             | 852     |               |                                                                             |  |  |  |

#### Buada
|                      | Bingham Agir           | 263.833 | réélu | ministre adjoint sortant à la Gestion des terres |  |  |  |
|                      | Shadlog Bernicke       | 233.197 | réélu | député sortant ; ministre sous Baron Waqa        |  |  |  |
|                      | Sheeva Cook            | 146.688 |       |                                                  |  |  |  |
|                      | Sean Halstead          | 162.151 |       |                                                  |  |  |  |
|                      | Rowan Detenamo         | 128.462 |       |                                                  |  |  |  |
|                      | Nanero Thoma           | 114.917 |       |                                                  |  |  |  |
|                      | Elchen Anabella Morgan | 121.782 |       |                                                  |  |  |  |
|                      | Aie Ribauw             | 121.830 |       |                                                  |  |  |  |
|                      | Jaxon Olsson           | 147.085 |       |                                                  |  |  |  |
|                      |                        |         |       |                                                  |  |  |  |
| Votes valides        | Votes valides          | 509     |       |                                                  |  |  |  |
| Votes blancs ou nuls | Votes blancs ou nuls   | 2       |       |                                                  |  |  |  |
| Total                | Total                  | 511     |       |                                                  |  |  |  |
| Inscrits             | Inscrits               | 581     |       |                                                  |  |  |  |

#### Anabar/Ijuw/Anibare
|                      | Pyon Deiye           | 493.653 | réélu | ministre adjoint sortant à la Santé, aux Télécommunications et aux Médias |  |  |  |
|                      | Maverick Eoe         | 382.747 | réélu | ministre sortant de la Justice, de l'Immigration et des Sports            |  |  |  |
|                      | Ludwig Scotty        | 167.828 |       | président de la République en 2003 puis de 2004 à 2007                    |  |  |  |
|                      | Paul Doguape         | 127.585 |       |                                                                           |  |  |  |
|                      | Dawson Agege         | 139.994 |       |                                                                           |  |  |  |
|                      | Johnny Junior Olsson | 151.170 |       |                                                                           |  |  |  |
|                      | Bureiy Deireragea    | 151.372 |       |                                                                           |  |  |  |
|                      | Patrick Scotty       | 147.723 |       |                                                                           |  |  |  |
|                      | Marita Agigo         | 153.390 |       |                                                                           |  |  |  |
|                      |                      |         |       |                                                                           |  |  |  |
| Votes valides        | Votes valides        | 658     |       |                                                                           |  |  |  |
| Votes blancs ou nuls | Votes blancs ou nuls | 17      |       |                                                                           |  |  |  |
| Total                | Total                | 675     |       |                                                                           |  |  |  |
| Inscrits             | Inscrits             | 711     |       |                                                                           |  |  |  |

#### Meneng
|                      | Lionel Aingimea      | 643.612 | réélu         | président de la République sortant                   |  |  |  |
|                      | Richard-Hyde Menke   | 530.630 | réélu         | ministre adjoint sortant à l'Éducation et à la Poste |  |  |  |
|                      | Jesse Jeremiah       | 450.515 | élu           |                                                      |  |  |  |
|                      | Lyn-Wannan Kam       | 394.145 | sortant battu | député sortant                                       |  |  |  |
|                      | Vodrick Detsiogo     | 315.825 |               | ancien député                                        |  |  |  |
|                      | Robert Timothy       | 306.745 |               |                                                      |  |  |  |
|                      | Ronay Dick           | 298.646 |               |                                                      |  |  |  |
|                      | Jim Brechtefeld      | 292.628 |               |                                                      |  |  |  |
|                      | Darius Rock          | 254.914 |               |                                                      |  |  |  |
|                      | Wiram Wiram          | 304.314 |               |                                                      |  |  |  |
|                      | Nickos Simon         | 251.642 |               |                                                      |  |  |  |
|                      |                      |         |               |                                                      |  |  |  |
| Votes valides        | Votes valides        | 1339    |               |                                                      |  |  |  |
| Votes blancs ou nuls | Votes blancs ou nuls | 36      |               |                                                      |  |  |  |
| Total                | Total                | 1375    |               |                                                      |  |  |  |
| Inscrits             | Inscrits             | 1 388   |               |                                                      |  |  |  |

#### Ubenide
|                      | Russ Kun             | 592.124 | réélu | ministre adjoint sortant aux Finances et au Développement durable                                                   |  |  |  |
|                      | David Adeang         | 554.938 | réélu | ancien ministre de la Justice et homme fort du gouvernement de Baron Waqa                                           |  |  |  |
|                      | Wawani Dowiyogo      | 515.666 | réélu | ministre sortant de la Nauru Utilities Corporation (gestion publique de l'eau et de l'électricité) et des Pêcheries |  |  |  |
|                      | Reagan Aliklik       | 409.732 | réélu | ministre sortant de la RONPHOS et de la Nauru Rehabilitation Corporation                                            |  |  |  |
|                      | Ranin Akua           | 347.464 |       | ancien député |  |  |  |
|                      | Gregor Garoa         | 343.897 |       | |  |  |  |
|                      | Livingtsone Hiram    | 213.987 |       | |  |  |  |
|                      | Maximillian Kun      | 176.097 |       | |  |  |  |
|                      | George Gioura        | 301.159 |       | |  |  |  |
|                      | Vyko Adeang          | 352.390 |       | |  |  |  |
|                      | Mark Menke           | 228.912 |       | |  |  |  |
|                      | Daniel Itsimaera     | 288.646 |       | |  |  |  |
|                      | Cecilia Giouba       | 212.373 |       | |  |  |  |
|                      | Wayman Harris        | 190.896 |       | |  |  |  |
|                      | Starsky Dagagio      | 199.098 |       | |  |  |  |
|                      | Fabian Ribauw        | 194.575 |       | |  |  |  |
|                      | Temakau Tannang      | 171.506 |       | |  |  |  |
|                      | Aidan-Luke Atto      | 209.879 |       | |  |  |  |
|                      |                      |         |       | |  |  |  |
| Votes valides        | Votes valides        | 1566    |       | |  |  |  |
| Votes blancs ou nuls | Votes blancs ou nuls | 64      |       | |  |  |  |
| Total                | Total                | 1630    |       | |  |  |  |
| Inscrits             | Inscrits             | 1 748   |       | |  |  |  |

## Élection du président de la République
La nouvelle assemblée siège pour la première fois le 28 septembre, et réélit Marcus Stephen à la présidence du Parlement. Plutôt que briguer un second mandat à la présidence de la République, Lionel Aingimea est élu vice-président du Parlement. Russ Kun est élu président de la République par les députés, étant le seul candidat à cette fonction. Il prête serment le lendemain, suivi des treize membres de son cabinet, dont les nouveaux députés Jesse Jeremiah et Delvin Thoma et le député de l'opposition sortante Timothy Ika,.
Quatorze des dix-huit députés étant ainsi membres de l'exécutif, Marcus Stephen étant le président du Parlement et Lionel Aingimea son vice-président, il n'y a que trois simples députés : David Adeang, Shadlog Bernicke et Charmaine Scotty.

## Changements ultérieurs
En raison de dissensions personnelles internes au gouvernement et de désaccords sur la politique intérieure, un changement de gouvernement a lieu le 30 octobre 2023. Le nouveau président, David Adeang, a le soutien de neuf députés (lui-même compris), et les nomme tous à son gouvernement,. Dès lors, la répartition des parlementaires entre majorité et opposition est la suivante :
Yaren
| Députée | Députée          | Positionnement                                                   |
| ------- | ---------------- | ---------------------------------------------------------------- |
|         | Charmaine Scotty | majorité ; ministre de la Santé, de l'Intérieur et du Patrimoine |
|         | Isabella Dageago | majorité ; ministre adjointe (divers portefeuilles)              |

Boe
| Député | Député       | Positionnement                        |
| ------ | ------------ | ------------------------------------- |
|        | Asterio Appi | majorité ; ministre de l'Enseignement |
|        | Martin Hunt  | opposition                            |

Ewa / Anetan
| Député | Député         | Positionnement         |
| ------ | -------------- | ---------------------- |
|        | Timothy Ika    | opposition             |
|        | Marcus Stephen | président du Parlement |

Aiwo
| Député | Député         | Positionnement |
| ------ | -------------- | -------------- |
|        | Rennier Gadabu | opposition     |
|        | Delvin Thoma   | opposition     |

Buada
| Député | Député           | Positionnement                                                                                           |
| ------ | ---------------- | --- |
|        | Bingham Agir     | opposition                                                                                               |
|        | Shadlog Bernicke | majorité ; ministre du Phosphate, des Médias et des Technologies de l'information et de la communication |

Anabar / Ijuw / Anibare
| Député | Député       | Positionnement                                     |
| ------ | ------------ | -------------------------------------------------- |
|        | Pyon Deiye   | opposition                                         |
|        | Maverick Eoe | majorité ; ministre adjoint (divers portefeuilles) |

Meneng
| Député | Député             | Positionnement                                                                 |
| ------ | ------------------ | ------------------------------------------------------------------------------ |
|        | Lionel Aingimea    | majorité ; vice-président et ministre des Affaires étrangères et de la Justice |
|        | Richard-Hyde Menke | opposition                                                                     |
|        | Jesse Jeremiah     | majorité ; ministre des Infrastructures, de l'Agriculture et des Sports        |

Ubenide
| Député | Député          | Positionnement                                                                  |
| ------ | --------------- | ------------------------------------------------------------------------------- |
|        | Russ Kun        | opposition                                                                      |
|        | David Adeang    | majorité ; président de la république et ministre des Finances                  |
|        | Wawani Dowiyogo | opposition                                                                      |
|        | Reagan Aliklik  | majorité ; ministre des Transports, de l'Eau, de l'Électricité et des Pêcheries |